# 샤를 드 발루아 백작

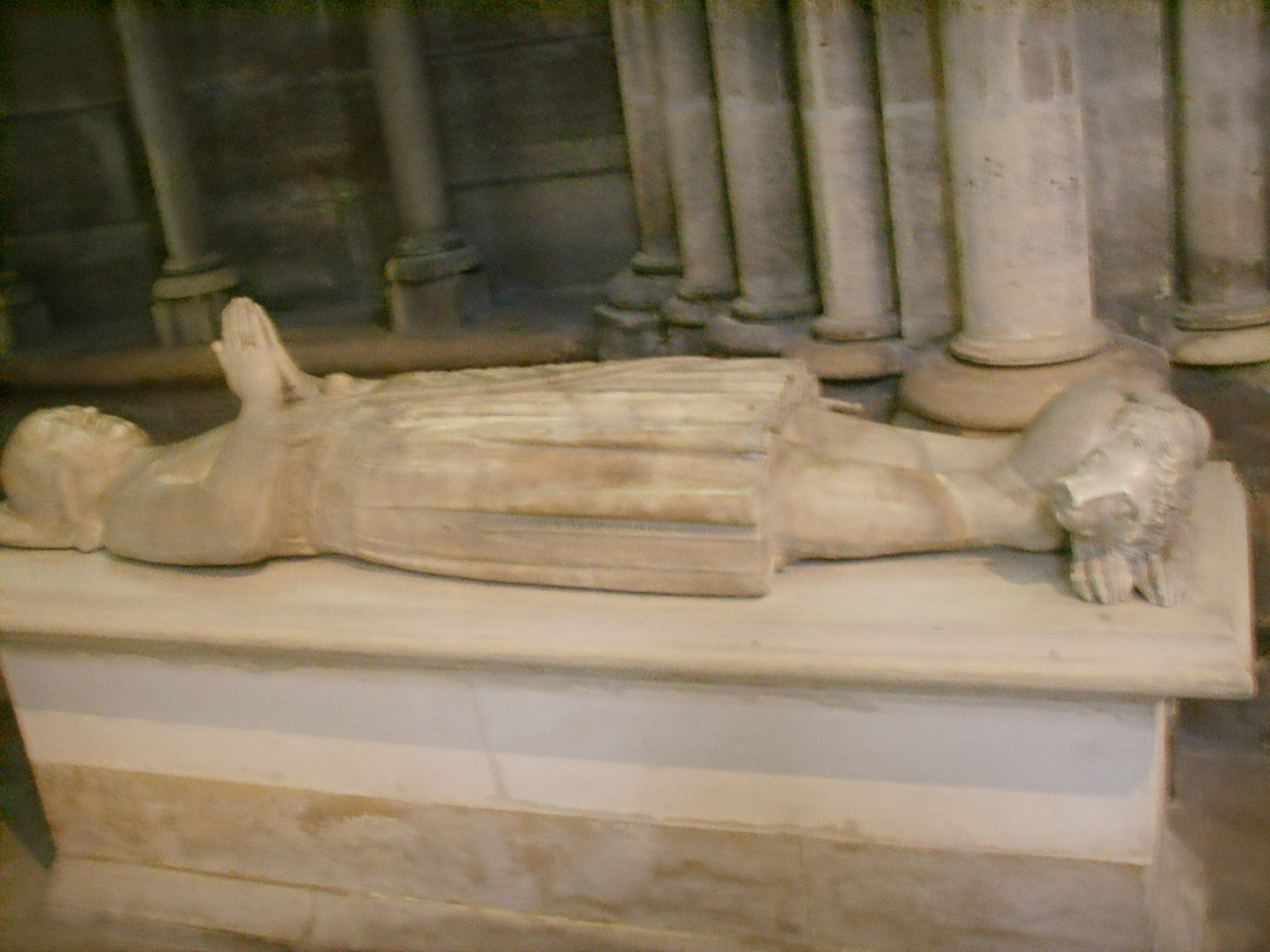
생드니 성당에 있는 샤를 드 발루아 백작의 관

샤를 드 발루아(프랑스어: Charles de Valois) 또는 샤를 드 프랑스(프랑스어: Charles de France, 1270년 3월 12일 ~ 1325년 12월 16일)는 프랑스 카페 왕가 출신의 프랑스 귀족이다. 1284년 발루아 백작, 1290년에는 앙주 백작이 됐다 (앙주 백작으로써는 샤를 3세이다). 발루아 왕가의 시조이며 프랑스 왕 필리프 3세와 이사벨라의 넷째 아들이었다. 그의 어머니 아라곤의 이사벨라는 아라곤 왕국의 왕 차이메 1세 다라곤(Chaime I d'Aragón)와 머저르 왕녀 아르파드 욜란(Magyarországi Jolán aragóniai királyné)의 딸이었다.

## 이력
그는 카페왕가 출신의 발루아-카페 왕가의 시조로, 알랑송 공작가문의 시조이기도 했다. 그는 카페왕가 출신의 발루아-카페 왕가의 시조가 됐다. 1286년 발루아의 백작(샤를 드 프랑스)에, 이어 1290년에 앙주와 멘의 백작에 임명됐다. 본부인 앙굴렘의 마리(1274–1299)와 사별하고 1302년 라틴제국의 카트린 1세와 결혼함으로써 라틴 제국의 황제라는 명목상의 직위를 획득하기도 했다.

## 가족
1290년에 나폴리왕 카를로 2세의 딸이자 사촌 여동생인 마르게리타 디 나폴리 왕녀(1273년 - 1299년)와 결혼해, 2남 4녀를 낳았다.
- 장녀 : 이자벨(1292년 - 1309년) - 브르타뉴 공작 장 3세와 결혼
- 장남 : 필리프 6세(1293년 - 1350년) - 프랑스 왕
- 차녀 : 잔(1294년 - 1342년) 에노 백작 기욤 1세와 결혼
- 3녀 : 마르그리트(1295년 - 1342년) - 블루아 백작 기 1세와 결혼
- 차남 : 샤를(1297년 - 1346년) - 알랑송 백작 샤를 2세, 알랑송 가의 선조
- 4녀 : 카트린(1299년)

1302년에 라틴 제국의 명목상의 여제로 전처의 사촌 여동생이자 자신의 사촌 여동생인 카트린 1세 드 쿠르트네(1274년 - 1308년)와 결혼해, 1남 3녀를 낳았다.
- 3남 : 장(1302년 - 1308년) - 샤르트르 백작
- 5녀 : 카트린(1303년 - 1346년) - 타란토 공작 겸 아카이아 공작 필리프 1세와 결혼, 라틴 제국의 명목상 여제 카트린 2세.
- 6녀 : 잔(1304년 - 1363년) - 아르투아 백작 로베르 3세와 결혼
- 7녀 : 이자벨(1305년 - 1349년) - 퐁데브라드 수녀원장

1308년에 생 폴 백작 기 3세 드 샤티용의 딸 마틸다 드 샤티용(1293년 - 1358년)과 결혼해, 1남 3녀를 낳았다.
- 8녀 : 마리(1309년 - 1332년) - 칼라브리아 공작 카를로와 결혼
- 9녀 : 이자벨(1313년 - 1388년) - 부르봉 공작 피에르 1세와 결혼
- 10녀 : 블랑슈(1317년 - 1348년) - 후의 신성 로마 황제 및 보헤미아 왕 카를 4세와 결혼
- 4남 : 루이(1318년 - 1328년) - 샤르트르 백작